# 2452 Lyot
2452 Lyot је астероид главног астероидног појаса са средњом удаљеношћу од Сунца која износи 3,155 астрономских јединица (АЈ).
Апсолутна магнитуда астероида је 11,9.